# Férfi szupertoronyugrás a 2015-ös úszó-világbajnokságon
A 2015-ös úszó-világbajnokságon a férfi szupertoronyugrás versenyének 1–3. körét augusztus 3-án, a 4. és 5. körét pedig két nappal később, augusztus 5-én rendezték meg.
A férfiak 27 méteres toronyugró számának világbajnoki címet – az 5. kör utolsó ugrója – a brit Gary Hunt szerezte meg, megelőzve a mexikói Jonathan Paredes Bernalt és az orosz Artyom Szilcsenkót.

## Versenynaptár
Az időpontok helyi idő szerint olvashatóak (GMT +03:00).
| Dátum                      | Időpont | Forduló  |
| -------------------------- | ------- | -------- |
| 2015. augusztus 3., hétfő  | 14:00   | 1–3. kör |
| 2015. augusztus 5., szerda | 14:00   | 4. kör   |
| 2015. augusztus 5., szerda | 15:00   | 5. kör   |

## Eredmény
| #  | Versenyző               | Ország                   | 1–5. kör pontjai | 1–5. kör pontjai | 1–5. kör pontjai | 1–5. kör pontjai | 1–5. kör pontjai | Össz.  |
| #  | Versenyző               | Ország                   | 1.               | 2.               | 3.               | 4.               | 5.               | Össz.  |
| -- | ----------------------- | ------------------------ | ---------------- | ---------------- | ---------------- | ---------------- | ---------------- | ------ |
|    | Gary Hunt               | Egyesült Királyság (GBR) | 104,50           | 116,10           | 161,20           | 108,30           | 139,20           | 629,30 |
|    | Jonathan Paredes Bernal | Mexikó (MEX)             | 106,40           | 113,95           | 130,05           | 106,40           | 139,65           | 596,45 |
|    | Artyom Szilcsenko       | Oroszország (RUS)        | 96,90            | 122,55           | 119,70           | 106,40           | 148,40           | 593,95 |
| 4  | David Colturi           | USA (USA)                | 104,50           | 111,80           | 142,80           | 91,20            | 136,40           | 586,70 |
| 5  | Andy Jones              | USA (USA)                | 96,90            | 98,90            | 145,60           | 102,60           | 135,15           | 579,15 |
| 6  | Orlando Duque           | Kolumbia (COL)           | 96,90            | 96,75            | 126,00           | 100,70           | 151,20           | 571,55 |
| 7  | Steve LoBue             | USA (USA)                | 95,00            | 107,50           | 139,50           | 91,20            | 137,25           | 570,45 |
| 8  | Michal Navrátil         | Csehország (CZE)         | 95,00            | 109,65           | 119,70           | 96,90            | 143,10           | 564,35 |
| 9  | Miguel García           | Kolumbia (COL)           | 96,90            | 96,75            | 131,60           | 85,50            | 137,70           | 545,45 |
| 10 | Kris Kolanus            | Lengyelország (POL)      | 96,90            | 118,25           | 127,50           | 100,70           | 102,50           | 545,85 |
| 11 | Todor Spasov            | Bulgária (BUL)           | 95,00            | 103,20           | 121,90           | 79,80            | 117,60           | 517,50 |
| 12 | Anatoliy Shabotenko     | Ukrajna (UKR)            | 96,90            | 81,70            | 140,40           | 96,90            | 97,50            | 513,40 |
| 13 | Carlos Gimeno           | Spanyolország (ESP)      | 62,70            | 109,65           | 122,40           | 96,90            |                  | 391,65 |
| 14 | Sergio Guzmán           | Mexikó (MEX)             | 77,90            | 86,00            | 137,70           | 74,10            |                  | 375,70 |
| 15 | Igor Szemasko           | Oroszország (RUS)        | 78,75            | 96,75            | 106,20           | 84,60            |                  | 366,30 |
| 16 | Alessandro De Rose      | Olaszország (ITA)        | 74,10            | 98,40            | 85,75            | 100,70           |                  | 358,95 |
| 17 | Jorge Ferzuli           | Mexikó (MEX)             | 87,40            | 96,00            | 100,00           | 74,10            |                  | 357,50 |
| 18 | Cyrille Oumedjkane      | Franciaország (FRA)      | 79,80            | 83,85            | 85,00            | 68,40            |                  | 317,05 |
| 19 | Ilja Scsurov            | Oroszország (RUS)        | 79,80            | 75,25            | 75,00            | 79,80            |                  | 309,85 |
|    | Blake Aldridge          | Egyesült Királyság (GBR) | 87,40            | 111,80           | 88,20            |                  |                  | DNS    |